# Biota silvestre de Japón
La biota silvestre de Japón incluye su flora, fauna y hábitats naturales. Las islas de Japón se extienden de norte a sur y cubren un amplio rango de zonas climáticas. Esto resulta en una gran diversidad de vida silvestre a pesar del aislamiento de Japón con el resto de Asia. En el norte del país, existen muchas especies subárticas qué tienen colonizado Japón del norte. En el sur hay especies asiáticas del sureste, típicas de las regiones tropicales. Entre estas áreas se comparten muchas especies con China y Corea. Japón también tiene muchas especies endémicas que no se encuentran en ningún otro lugar.

## Fauna

### Mamíferos

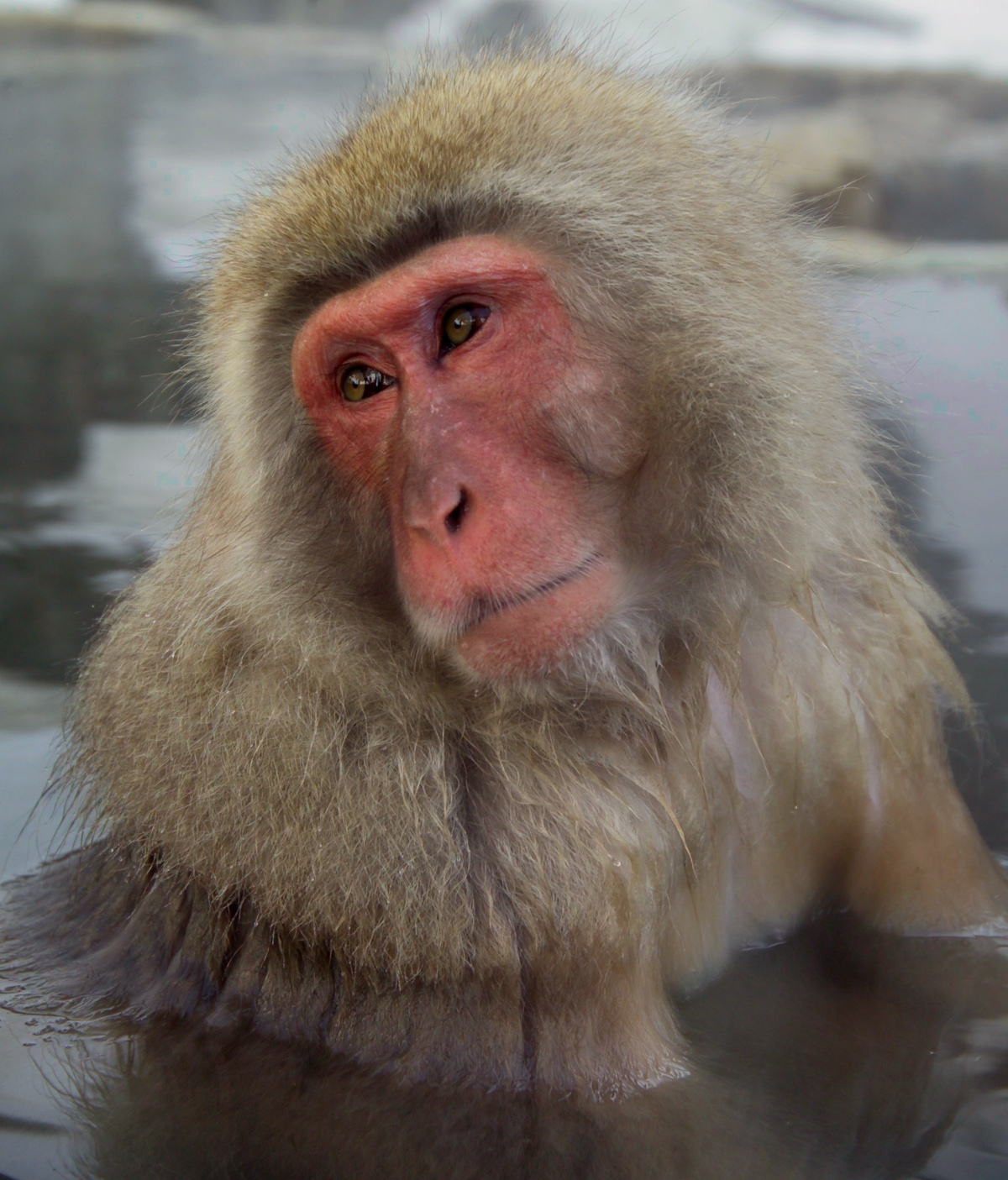
Macaco japonés bañándose en los baños termales de la prefectura de Nagano.

Cerca de 130 especies de mamíferos terrestres habitan Japón. Las especies más grandes son los osos, Ussuri oso marrón (Ursus arctos) que se encuentra en Hokkaidō donde juega un papel importante en la cultura de los Ainu. Y el  oso negro asiático (Ursus thibetanus) que habita las áreas montañosas en Honshū, Kyūshū y Shikoku. Los carnívoros más pequeños incluyen al zorro rojo (Vulpes vulpes), al perro mapache (Nyctereutes procyonoides) y a la marta japonesa (Martes melampus). Hay dos gatos salvajes en Japón: el gato de leopardo (Prionailurus bengalensis) que habita en la Isla Tsushima mientras que el gato Iriomote (Prionailurus iriomotensis) es endémico de la Isla de Iriomote.
Los mamíferos de pastoreo incluyen al ciervo sica (Cervus nippon), al serau japonés (Capricornis crispus) y al jabalí (Sus scrofa). Entre los mamíferos más famosos de Japón está el macaco japonés (Macaca fuscata), el mono más septentrional del mundo.
Los mamíferos marinos incluyen al dugón (Dugong dugon), a la marsopa sin aleta (Neophocaena phocaenoides) y al león marino de Steller (Eumetopias jubatus).

### Aves

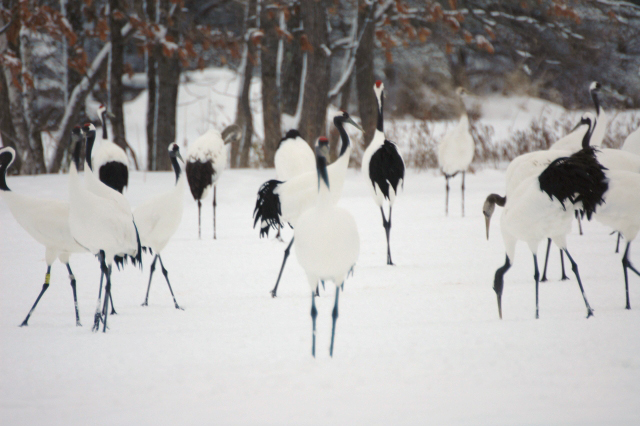
Grullas

Más de 600 especies de aves han sido registradas en Japón. Muchas aves son endémicas incluyendo al pájaro carpintero japonés (Picus awokera), el faisán cobrizo (Syrmaticus soemmerringii) y el pájaro nacional de Japón, el faisán verde (Phasianus versicolor). Varias especies se distribuyen exclusivamente en las islas pequeñas, como el rascón de Okinawa (Gallirallus okinawae), el zorzal de las Izu (Turdus celaenops) y el Apalopteron familiare. La mayoría de las aves no endémicas están compartidas con China pero unos cuantos se originaron en Siberia o Asia del sureste.
- Datos: Q8001388